# Verricourt
Verricourt ist eine französische Gemeinde mit 60 Einwohnern (Stand 1. Januar 2022) im Département Aube in der Region Grand Est (vor 2016 Champagne-Ardenne); sie gehört zum Arrondissement Troyes und zum Kanton Arcis-sur-Aube.

## Geografie
Verricourt liegt etwa 30 Kilometer nordöstlich von Troyes. Umgeben wird Verricourt von den Nachbargemeinden Coclois im Norden, Brillecourt im Nordosten, Magnicourt im Osten, Pougy im Süden, Longsols im Südwesten sowie Avant-lès-Ramerupt im Westen.

## Bevölkerungsentwicklung
| Jahr                       | 1962 | 1968 | 1975 | 1982 | 1990 | 1999 | 2006 | 2010 | 2019 |
| Einwohner                  | 65   | 58   | 50   | 30   | 38   | 44   | 42   | 41   | 66   |
| Quellen: Cassini und INSEE |      |      |      |      |      |      |      |      |      |

## Sehenswürdigkeiten
- Kirche Saint-Nicolas aus dem 16. Jahrhundert